# 交通协管员

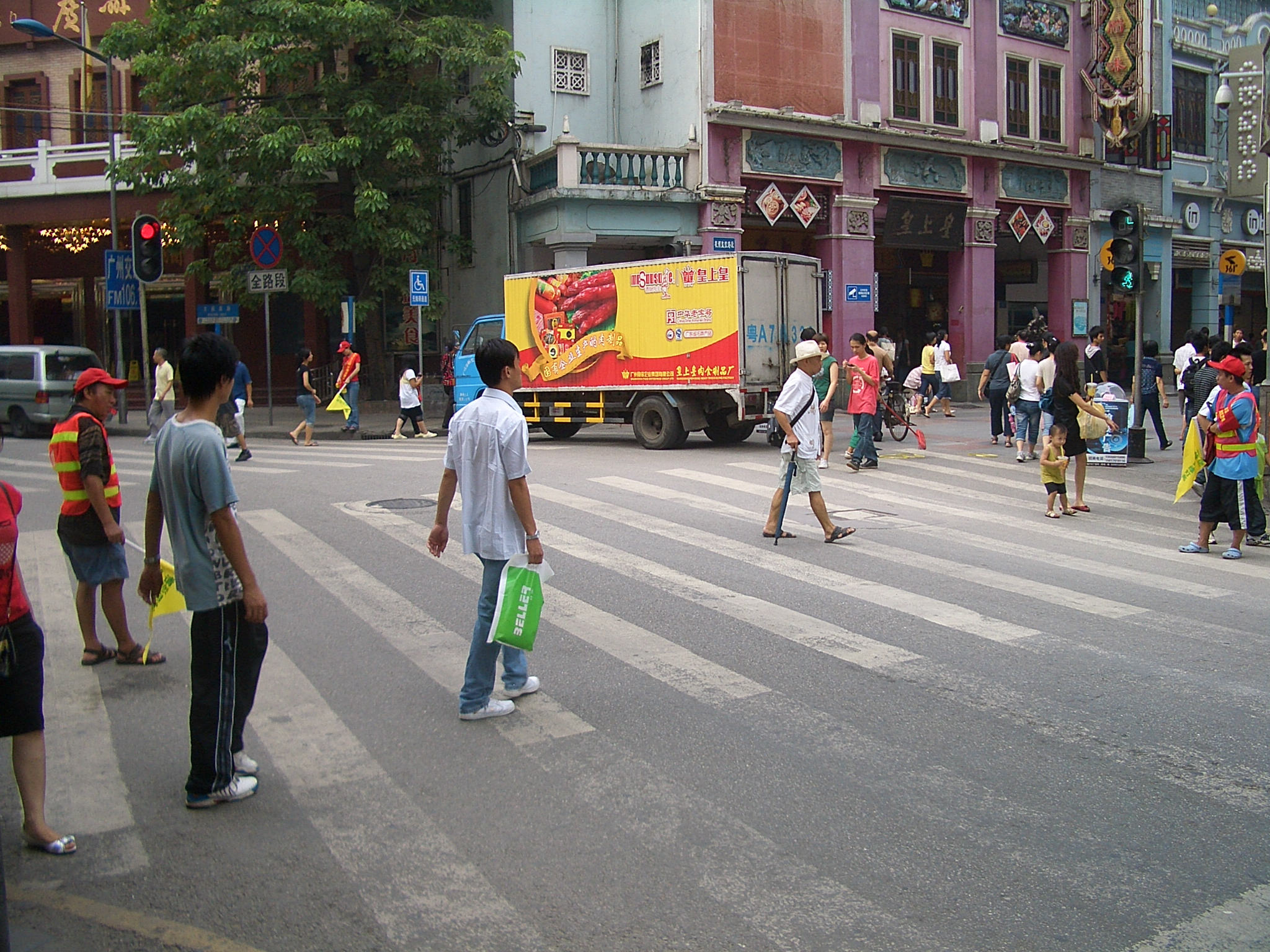
2008年广州市街头的临时交通协管员们（图左及图右），没有制服，臂戴红袖章手举黄色小旗。

交通协管员是中华人民共和国各地方公安机关创建的一项辅助交通警察管理道路交通的职业，由公安局交通协管队负责管理。交通协管员属于协管员的一种，不占用政府的人事编制。

## 简介
交通协管员主要职责是在户外协助交警在路面执勤，维持交通秩序，在各大马路十字路口斑马线旁纠正行人的交通违法行为等。交通协管员在一般情况下仅具有“纠正权”而没有“执法权”，可以独自对各类交通违法违例现象依法进行纠正、劝导及教导。2007年在广州市，交通协管员都是穿着统一的由广州市公安局派发的制服，样式与一般交警制服比较接近，指挥交通的手势亦与交警无异。
由于交通协管员不具有行政处罚的权力，对于行人闖红灯等各类交通违章行为除了劝导教育之外别无他法，以致交通协管员被交通违章的行人谩骂、侮辱、人身攻击甚至拳打脚踢等现象非常普遍。仅在2006年5月，广州450名交通协管员中就有85人因工作辛苦及被人谩骂而离开。